# Restos del Castillo y murallas de Albocácer
Los restos del castillo y murallas de Albocácer, se encuentran situados en el municipio del mismo nombre, de la comarca del Alto Maestrazgo, en la provincia de Castellón, y están catalogados en su conjunto como un Bien de Interés Cultural, con declaración genérica y anotación ministerial número R-I-51-0011208 y fecha de la misma: 27 de julio de 2004

## Historia y descripción
La villa de Albocácer tiene su origen en la carta puebla otorgada por Don Blasco de Alagón, el 25 de enero de 1239, a Juan de Brusca y treinta pobladores más que se regían por los fueros de Aragón. Más tarde, en 1243 aparece como señorío de la Orden de Calatrava, que confirmó su carta puebla el día 24 de enero del mismo año. Sin embargo no fue este su último señor, sino que el 2 de junio de 1275, la orden intercambió el distrito con Artal de Alagón, quien a su vez hará entrega del mismo al rey Jaime II de Aragón el 14 de junio de 1293 y fue en esta época cuando el dominio se elevó a la categoría de Villa. Pero nuevamente el dominio pasa de manos, ya que en 1294 el monarca entrega este y otros lugares a la Orden del Temple, y cuando esta se disolvió pasó a formar parte del patrimonio de la Orden de Montesa hasta el siglo XIX, en el que sufrió frecuentes enfrentamientos duran te las Guerras Carlistas. Se cree que fue en la época en que perteneció a la Orden de los Templarios, cuando se construyó el castillo, si se tiene en cuenta a Gordillo Coucières. De hecho, los documentos de tiempos de Artal de Alagón hablan de la existencia de murallas en la villa, pero no dicen nada de un castillo. Pese a ello existen documentos mayo de 1289, un permiso dado por Artal de Alagón como señor feudal, para reconstruir las defensas, que ponen de manifiesto la existencia de un castillo en esa época. Las referencias, indican que las dimensiones de las murallas de la población debían ser de unos treinta palmos de altura y cuatro de grosor. Contaba con caminos de ronda, aspilleras y torres de flanqueo (con unas dimensiones de cincuenta palmos de altura, más dieciséis de espesor y doce de anchura). Las torres se supone tenían tres pisos con forjados de viga de madera y estaban descubiertas por el lado interno desde el primer forjado hacia arriba. La fábrica era de mampostería trabada con cal y esquinas reforzadas con sillares.
No volvemos a tener documentación de estos monumentos hasta casi un siglo después, cuando se procede a la construcción de un foso alrededor de la villa, de cincuenta palmos de ancho y a unos seis palmos de la muralla, hecho que acontece en enero de 1375, por orden del Maestre de Montesa. Los trabajos de construcción de este foso se alargan más de lo previsto por problemas del terreno, y se continúan reparando las murallas incluso en 1382.
Respecto al castillo, si seguimos las indicaciones de Gordillo, debía situarse al oeste de la iglesia y la casa abadía, en la parte alta del pueblo. Según opinión de Vicente Forcada el castillo de Albocácer poseía características góticas, con planta irregular de 749 m² de superficie. Constaba de dos patios, torre barbacana, tres plantas y galería interior y elevada. Según el citado autor, en 1558 el castillo sufrió una reforma encargada por el comendador de la Orden de Montesa Fray Jerónimo Pardo de la Casta.
Lamentablemente en la actualidad el castillo está totalmente arrasado, siendo derribado en 1930, y como sucedió con otros muchos monumentos fue utilizado para diversos usos al largo de su historia, así, este castillo fue escuela, y sus restos fueron empleados para la construcción de distintas edificaciones. Del castillo se distinguen varios lienzos y una gran torre de construcción de mampostería y sillería en las esquinas. La muralla se encuentra conservada entre el caserío existente, sin que existan estudios arqueológicos que puedan identificar el trazado de las mismas.